# Gabriele III da Camino
Gabriele III da Camino (1177 circa – 1233) è stato un nobiluomo e politico italiano appartenente al casato trevigiano dei da Camino.

## Biografia
Figlio di Gabriele II da Camino e di tale Engelenda, rimase orfano del padre a circa nove anni, ritrovandosi a dover gestire gli interessi familiari insieme ai fratelli, tutti ancora molto giovani (il primogenito, Guecellone IV, appena undicenne) e per questo probabilmente affidati a dei tutori. Il 17 dicembre 1191 i fratelli giurarono fedeltà al comune di Treviso alla presenza del nuovo podestà Ezzelino II da Romano la cui famiglia aveva approfittato del momento di debolezza dei rivali caminesi per aumentare la propria influenza nel capoluogo della marca Trevigiana.
L'atto di sottomissione alla città venne ripetuto nel 1199 in cambio di una tregua con i Trevigiani che, tramite il podestà di Oderzo, stavano assediando il castello di famiglia a Camino. Ma solo l'anno dopo i fratelli Caminesi formarono in città una lega guelfa con i Collalto e i Tempesta di Noale in opposizione al partito ghibellino a guida ezzeliniana.
Nel 1212 ottenne, tramite il vescovo di Belluno Filippo da Padova, l'investitura per sé e i fratelli del castello di Oderzo. Negli stessi anni Gabriele ricoprì vari incarichi in altrettante città del nord Italia, ottenendo in particolare nel 1217 la nomina a podestà di Parma.
Nel 1226 fece iniziare la costruzione della terza cerchia di mura di Serravalle e, a brevissima distanza dal castello di famiglia, una chiesa dedicata a santa Giustina che due anni dopo venne affidata alla cura dei benedettini, i quali vi insediarono un monastero.
Negli ultimi anni della sua vita amministrò il Cadore a nome della famiglia; morì senza lasciare eredi maschi.